# Batalla de Lonoy

La Batalla de Lonoy, conocida también como la Masacre de Lonoy, fue un ataque sorpresa en 1901 durante la Guerra filipino-estadounidense cuando más de 400 Revolución filipina fueron asesinados por Fuerzas armadas de los Estados Unidos. Se luchó en Lonoy, Jagna, Bohol en la isla de Bohol.
Las fuerzas filipinas tendieron una emboscada a lo largo de un camino estrecho. Estaban mal armados, con dagas, machetes, y lanzas y pocas armas de fuego. La fuerza estadounidense se enteró de la emboscada por un local proestadounidense, el capitán Francisco Acala, el último alcalde español de Jagna. Condujo a los estadounidenses a la retaguardia de los filipinos. En un ataque sorpresa, los filipinos se encontraron atrapados en sus propias trincheras. Todos menos siete murieron, un total de 406, incluido el comandante, el capitán Gregorio "Guyo" Casenas. Las bajas estadounidenses fueron tres muertos y diez heridos, que llegaron hacia el final cuando los filipinos lanzaron un contraataque.
- Datos: Q4871596